# Mycobates conitus
Mycobates conitus är en kvalsterart som beskrevs av Hammer 1952. Mycobates conitus ingår i släktet Mycobates och familjen Punctoribatidae. Inga underarter finns listade i Catalogue of Life.